# Ветка (слобода)
Ве́тка (Ве́тковская слобода́) — слобода, основанная старообрядцами в конце XVII века на острове Ветка на реку Соже. На протяжении XVIII века крупный культурный и духовный центр старообрядчества. В настоящее время — город Ветка в Гомельской области Белоруссии (статус города с 1926 года).
В 1682 году, после неудачного выступления стрельцов в Москве, правительство царевны Софьи издало указ о сыске и высылке беглых людей (старообрядцев), живущих в Стародубских слободах. Руководители стародубского старообрядчества Козма Московский и Стефан Белёвский со своими единомышленниками решают уйти в Речь Посполитую, где и ранее были поселения старообрядцев. На острове Ветка, на землях пана Халецкого основывают старообрядческое поселение, в котором была построена часовня, а позже и монастырь.
Со временем Ветковская слобода становится крупным духовным центром староверия, влияние которого в течение всего XVIII века распространялось по всей России и Восточной Польше.